# Löfflergrat
Der Löfflergrat ist ein 3132 m ü. A. hoher Berggipfel des Prettaukamms in der Venedigergruppe. Der Gipfel liegt an der italienisch-österreichischen Staatsgrenze und wurde erstmals am 25. Juli 1878 durch Josef, Karl und Eduard Daimer unter Führung von Johann Niederwieser im Zuge der Erstbesteigung der Löffelspitze bestiegen.

## Lage
Der Löfflergrat liegt an der Grenze zwischen der Südtiroler Gemeinde Prettau im Norden und der Osttiroler Gemeinde St. Jakob in Defereggen (Bezirk Lienz) im Süden. Bezogen auf den Prettaukamm liegt der Löfflergrat im nördlichen Zentrum. Im Nordosten trennt die Löfflergratscharte (2968 m ü. A.) den Löfflergrat von der Kleinen Löffelspitze (3045 m ü. A.), wobei zwischen dem Haupt- oder Südwestgipfel und der Löfflergratscharte noch der Nordostgipfel (3124 m ü. A.) liegt. Im Nordwesten markieren Rötfleckscharte (2855 m ü. A.) und Merbscharte (2845 m ü. A.) den Übergang zur Merbspitze (3090 m ü. A.). Südlich trennt die Löfflerscharte den Löfflergrat von der Löffelspitze (3190 m ü. A.). Die Nordseite des Löfflergrats fällt nach Norden zum Röttal ab, südöstlich befindet sich das Schwarzachtal der Schwarzach, südwestlich das Arvental mit dem Arventalbach. Die Bergflanken des Löfflergrats sind durch den Nationalpark Hohe Tauern bzw. den Naturpark Rieserferner-Ahrn unter Schutz gestellt. An der Nordabhänge des Löfflergrats erstreckt sich zwischen Merbspitze, Löfflergrat und Kleiner Löffelspitze das Rötfleckkees.

## Aufstiegsmöglichkeiten
Als Ausgangspunkt für die Besteigung des Löfflergrats eignet sich die Oberhausalm im Schwarzachtal, von der aus der Anstieg zunächst nach Nordwesten in Richtung Jagdhausalm erfolgt. Beim Aufstieg durch das Schwarzachtal steigt man über die Gletscherreste in die Löfflergratscharte auf und folgt danach dem Nordostgrat (II) bis auf den Hauptgipfel des Löfflergrats. Der Löfflergrat wird jedoch selten als Hauptziel begangen, sondern meist bei der Besteigung der Löffelspitze überschritten. Weitere Möglichkeiten den Löfflergrat zu besteigen bestehen mit dem Aufstieg aus der Rötfleckscharte über den Nordwestgrat (II) oder mit dem Nordwestansteig von der Inneren Röttalalpe (II).